# 아사다 마오
아사다 마오(일본어: 浅田 真央, 1990년 9월 25일 ~ )는 일본의 여자 싱글 피겨 스케이팅 선수이다. 마오는 2010년 밴쿠버 동계 올림픽 은메달, 세계 선수권 3회 우승(2008, 2010, 2014), 4대륙 선수권 3회 우승(2008, 2010, 2013), 그랑프리 파이널 4회 우승(2005, 2008, 2012, 2013)이라는 기록을 세웠다. 또 2005년 세계 주니어 선수권 우승, 2004–2005 주니어 그랑프리 파이널, 일본 국내 대회 총 6번 우승을 했다. 그리고 여자싱글 최초 올림픽에서 3번의 트리플악셀을 성공시켰고, 역대 여자선수 중 유일하게 총 6개국에서 치러지는 6개의 그랑프리 대회에서 우승을 차지하였다.「개인 최고기록 : 쇼트 78.66 프리 142.71 총점 216.69」 2017년 4월 선수에서 은퇴하였다.

## 개인 생활
아사다 마오는 1990년 9월 25일 나고야에서 태어났다. 마오라는 이름은 아버지가 일본 여배우 다이치 마오의 팬이어서 따온 것이라고 한다. 초등학교 1학년 중반까지 나고야 국제 학교에 재학 중이었으나, 이후 나고야 시립 타카바리 초등학교로 편입하여 졸업했으며, 나고야 시립 타카바리다이 중학교를 졸업했다. 2009년 3월 15일 주쿄 고등학교에서 고등학교 졸업장을 받았다. 이후 주쿄대학교에 입학했다. 2013년 3월 마오는 스케이팅 연습에 매진하기 위해 학업을 잠시 멈췄다. 마오는 이토 미도리가 우상이라고 밝힌 적이 있는데, 의상을 물려받아 착용하고 경기에 출전했었다.
2살 많은 언니 아사다 마이 역시 피겨 스케이팅 선수로 활동했는데, 2006년 4대륙 선수권에서 6위를 했었다. 은퇴 후 아이스쇼와 해설위원으로 활동하고 있다.

## 경력

### 초기 경력
마오는 3살부터 9살까지 클래식 발레를 배웠지만, 언니 아사다 마이가 발레를 배우다 스케이팅으로 바꿔 배운 것처럼 마오도 피겨 스케이팅을 배우기 시작했다.
마오는 2002–2003 시즌 일본 노비스 국내대회에서 우승을 차지했고 주니어 선수권대회 참가 자격을 얻어 4위를 기록했다. 시니어 전국 선수권 대회에서는 7위를 했다. 2003–2004 시즌 마오는 주니어와 시니어 사이 참가 여부를 두고 고민했고, 시니어에 참가해 8위를 했다. 이후 Mladost Trophy 대회에서 우승을 차지하며 처음으로 국제대회에서 우승을 했다.

### 2004–2014
- 2004-05 시즌, 주니어 그랑프리 파이널과 주니어 세계선수권에서 우승하였다.
- 2005-06 시즌, 일본에서 열린 그랑프리 파이널에서 우승. 2006년 3월에는 주니어 세계 선수권에 참가하여 2위를 했다.
- 2006-07 시즌, 스케이트 아메리카에서 3위, NHK 트로피 대회에서 1위, 그랑프리 파이널에서는 2위에 머물렀다. 2007년 3월에 열린 2007 세계선수권에서 2위를 기록했다.
- 2007-08시즌, 스케이트 캐나다, 트로피 에릭 봉파르에서 우승했고, 그랑프리 파이널에서는 2006-2007시즌에 이어 2년 연속 은메달을 땄다.2008 4대륙 선수권과 2008 세계 선수권에서 종합 1위를 차지했다.
- 2008-09시즌, 그랑프리 에릭 봉파르 2위, NHK 트로피 1위, 대한민국 고양시에서 개최된 그랑프리 파이널에서 우승을 차지했다. 이듬해인 2009년 캐나다 밴쿠버에서 열린 4대륙 선수권 대회에서는 3위에 입상하였다. 2009년 미국 로스앤젤레스에서 개최된 2009년 세계 피겨스케이팅 선수권 대회에서는 4위에 머물렀다. 이는 아사다의 국제 무대 데뷔 이후 처음으로 메달을 놓친 것이었다.
- 2009-2010 시즌, 그랑프리 에릭 봉파르에서 2위, 그랑프리 로스텔레콤 컵에서의 프리스케이팅에서 시니어 데뷔 이후 개인 최저 점수를 기록하면서 종합 5위에 머물러[9] 그랑프리 피겨스케이팅 파이널에 진출하지 못했다. 그러나 2010년 대한민국 전주에서 개최된 4대륙 선수권 대회에서는 2009-2010 시즌 처음으로 국제 대회에서 우승하여, 2년 만에 사대륙 선수권 챔피언 자리를 탈환, 일본 선수로서는 처음으로 국제 대회 10회 우승(주니어 대회 제외)을 달성했다. 2010년 2월 캐나다 밴쿠버에서 개최된 동계 올림픽에서는 은메달, 이탈리아 토리노에서 개최된 2010년 세계선수권에서는 금메달을 획득하며 일본 선수로서는 최초로 세계 선수권 대회 2회 우승 기록을 달성하였다.
- 2010-2011 시즌, 그랑프리 NHK 트로피에서 자신의 경력을 통틀어 가장 낮은 순위인 8위를 기록했다. 그랑프리 에릭 봉파르에서 낮은 점수를 기록하며 5위에 머물렀다. 4대륙 선수권 대회와 전일본 선수권 대회에서도 안도 미키에 이어 2위의 성적을 기록하였다. 전년도 세계 선수권 우승자였음에도 2011년 세계선수권에서 쇼트프로그램 7위, 프리스케이팅 6위를 차지하며 종합 성적을 6위로 시즌을 마감했다.
- 2011-2012 시즌, 그랑프리 NHK 트로피에서 종합 2위의 성적을 거두었고, 러시아에서 열린 로스텔레콤 컵에서 트리플 악셀을 더블 악셀로 대체하며 무난하게 1위의 성적을 기록하였다. 약 2년만의 그랑프리 시리즈 금메달이었다. 2011년 12월 9일, 모친상으로 인해 그랑프리 파이널 대회 참가를 포기했다. 2012년 2월에 열린 4대륙 선수권에서 미국의 애슐리 와그너에 밀려 2위의 성적을 기록하였다.
- 2012-2013 시즌, 컵 오브 차이나와 NHK 트로피에서 금메달을 획득하였고, 4년 만에 그랑프리 파이널에서 우승을 차지하며 본인의 그랑프리 파이널 통산 3회 우승의 기록을 달성했다. 2013년 세계선수권에서는 3위를 기록하였다.
- 2013-2014 시즌, 그랑프리 스케이트 아메리카, 그랑프리 NHK 트로피에서 모두 1위, 지난 시즌에 이어 그랑프리 파이널에서 우승을 차지하며 그랑프리 파이널 통산 4회 우승의 기록을 달성했다. 이는 러시아의 이리나 슬루츠카야와 함께 여자 싱글 그랑프리 파이널 우승 최고 타이 기록이다. 특히 3번의 그랑프리 시리즈에서 모두 쇼트에서 70점, 프리에서 130점을 기록하였다. 그러나 자국에서 열린 전일본 선수권에서 극도로 부진하며 3위를 기록했고, 이어진 소치 동계 올림픽에선 쇼트에서 트리플 악셀 실수, 트리플 플립 회전 부족, 트리플 룹+더블 룹 연결 점프를 더블 룹 단독으로 처리하는 등 최악의 연기를 선보여 55점이라는 낮은 점수로 16위에 랭크되었다. 하지만 쇼트 프로그램 필수 수행 요소인 점프 3가지에서 모두 실수를 하였으나, 높은 PCS를 받으면서 프리 스케이팅 컷 탈락 모면에서 벗어났다. 절치부심하는 심정으로 프리스케이팅에 임한 아사다 마오는 8개의 트리플 점프가 예정인 프리 스케이팅에서 트리플 악셀을 포함한 모든 점프에서 랜딩을 하였지만 심판으로부터 회전부족 판정 및 잘못된 엣지 사용을 지적받아 142점으로 최종 순위 6위를 기록하였다. 이어진 일본 사이타마 2014년 세계선수권에서는 1위를 기록해 통산 3회 우승하였다. 쇼트에선 종전에 김연아가 가지고 있던 78.50점을 상회하는 78.66을 기록해 쇼트 세계 최고 기록을 세우기도 했다.
- 2014-2015 시즌은 불참 선언

## 스케이팅 기술

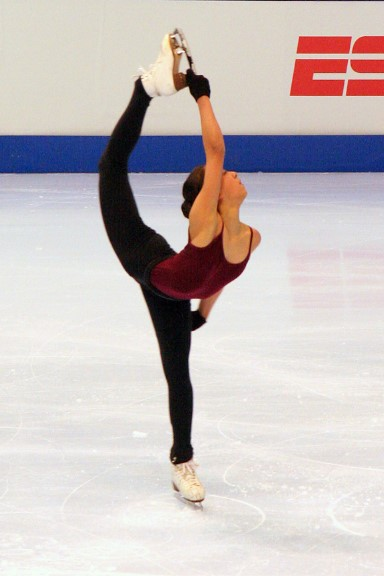
2006년 스케이트 아메리카 연습에서 한 손 비엘만 스핀 중의 아사다.

- 아사다 마오는 12세에 처음 트리플 악셀 점프를 뛰었고, 여자 선수로는 처음으로 트리플-트리플-트리플(트리플 플립-트리플 룹-트리플 토룹) 콤비네이션 점프를 뛰었다. 지금의 채점제 하에서 보면 모두 회전 부족이다.[10] 14세에는 2004년 핀란드 헬싱키에서 열린 2004-2005년 주니어 그랑프리 파이널의 프리 스케이팅 프로그램에서 국제 대회에서 주니어 여자 선수로서는 처음으로 트리플 악셀 점프를 뛰었다. 이후로 아사다 마오는 트리플 악셀로 유명해졌다.[11]
- 2007-2008년 시즌이 시작되면서 점프의 도약과 착지 기술에 대한 기준이 엄격해졌고, 아사다 마오는 러츠 점프에서 잘못된 도약으로 '롱 엣지(Wrong edge, 날의 방향이 잘못됨)[12] 판정을 받기 시작했다. 2008-2009 시즌에는 두 번의 대회(2008 그랑프리 트로피 에릭 봉파르 대회, 2009년 세계 피겨스케이팅 선수권 대회)에서 엣지 주의 판정을 받았다. 2009-2010 시즌에는 프로그램에 러츠점프를 교정하기 시작하고 후에 다시 도전했다.
- 2004년의 주니어 시절에 3회전 살코 점프를 2회전으로 처리한 후로 시도하지 않았으나, 2008년에 NHK 트로피와 2008 그랑프리 파이널에서 3회전 살코 점프를 성공시켰다.[13][14] 아사다 마오는 '살코 점프는 처음으로 뛰었던 트리플 점프였고 착지에는 문제가 없지만, 선호하는 점프는 아니다'라고 언급한 바 있다.[15]
- 보통 아사다 마오는 회전수에 문제가 있는 트리플 플립-트리플 룹 콤비네이션 점프를 하였지만 2006-2007년 시즌에는 더블 악셀-트리플 토룹 점프를 하였고, 2007-2008년 시즌에는 트리플 플립-트리플 토룹을 하였다.
- 2008-2009년 시즌 그랑프리 파이널 대회에서 트리플 악셀-더블 토룹 점프를 성공시켰다.[14]. 같은 대회에서 하나의 프로그램에서 2개의 트리플 악셀을 뛴 최초의 여자 선수가 되었다. 트리플 악셀에 연결점프까지 뛰었지만 회전부족이었다.[16]
- 2010 올림픽 여자 피겨스케이팅 대회에서 한 대회에서 3개의 트리플 악셀을 착지한 유일한 여자 선수로 기네스북에 등재되었으나 회전수 부족 논란이 있었다.[17]"Mao Asada Triple Axel - Double Toe Loop Combination" 보관됨 2010-03-06 - 웨이백 머신</ref>
- 2010-2011 시즌부터 6가지의 트리플 점프(토룹, 살코, 룹, 플립, 러츠, 악셀)를 모두 사용하여 프리 프로그램을 구성하였지만 여전히 러츠는 롱엣지, 일명 '비비기'로 통칭되는 프리로테이션, 모자란 회전수에도 불구하고 인정받는 점수 등 논란이 끊임 없이 야기되었다.
- 2009-2010 시즌엔 프로그램 구성에 포함시키지 않았던 러츠 점프를 다음 시즌인 2010-2011 시즌에 다시 구성에 포함시켰으나 잘못된 엣지콜로 계속 감점을 당하였다.

## 프로그램
| 시즌      | 쇼트 프로그램 | 프리 스케이팅                                                                                                  | 갈라 |
| --------- | --- | --- | --- |
| 2016–2017 | 불의 춤(Ritual Fire Dance) 아르투르 루빈슈타인 안무 - 로리 니콜                                                                                      | 불의 춤(Ritual Fire Dance) 아르투르 루빈슈타인 안무 - 로리 니콜                                                | |
| 2015–2016 | Bei Mir Bistu Shein(멋진 당신) 샬롬 세쿤다 안무 - 로리 니콜                                                                                          | 나비 부인(Madam Butterfly) 지아코모 푸치니 안무 - 로리 니콜                                                    | Puttin' On the Ritz 안무 - 로리 니콜 |
| 2013–2014 | 녹턴 No.2 Op. 9-2 프레데리크 쇼팽 안무 - 로리 니콜                                                                                                   | 피아노 협주곡 제2번(Piano Concertos No.2 C minor) 세르게이 라흐마니노프 안무 - 타티야나 타라소바               | Smile, What a wonderful world 안무 - 로리 니콜 |
| 2012–2013 | I Got Rhythm 조지 거쉰 안무 - 로리 니콜 | 백조의 호수(Swan lake) 표트르 일리치 차이콥스키 안무 - 타티야나 타라소바                                       | 메리 포핀스(Mary poppins) 안무 - 로리 니콜 |
| 2011–2012 | 세헤라자데(Scheherazade) 림스키 코르사코프 안무 - 타티야나 타라소바                                                                                  | 사랑의 꿈(Liebestraum) 프란츠 리스트 안무 - 로리 니콜                                                          | 내 조국이여, 나 그대에게 맹세하노라 구스타프 홀스트, 리베라 소년 합창단 안무 - 로리 니콜 Waltz Op. 64 No. 2 by 프레데리크 쇼팽 안무 - 타티야나 타라소바               |
| 2010–2011 | 탱고 알프레드 슈니트케 안무 - 타티야나 타라소바 | 사랑의 꿈(Liebestraum) 프란츠 리스트 안무 - 로리 니콜                                                          | 발라드 제 1번 프레데리크 쇼팽 안무 - 로리 니콜 |
| 2009–2010 | 가면무도회(Masquerade Suite) 아람 하차투리안 안무 - 타티야나 타라소바                                                                                | 모스크바의 종(Prelude Op.3-2 in c# minor - The Bells of Moscow) 세르게이 라흐마니노프 안무 - 타티야나 타라소바 | 카프리스 니콜로 파가니니 안무 - 타티야나 타라소바 |
| 2008–2009 | 달빛(Clair de lune) 클로드 드뷔시 안무 - 로리 니콜                                                                                                   | 가면무도회(Masquerade Suite) 아람 하차투리안 안무 - 타티야나 타라소바                                          | Por una Cabeza 영화 여인의 향기 OST 카를로스 가르델／ 알프레도 레페라 & 파야도라 줄리앙 플라자 안무 - 타티야나 타라소바 Sing, Sing, Sing 루이스 프리마 안무 로리 니콜 |
| 2007–2008 | 바이올린과 오케스트라를 위한 환상곡(Fantasy for Violin and Orchestra) 영화 라벤더의 연인들 OST 나이젤 헤스 연주 - 조슈아 벨 안무 - 타티야나 타라소바 | 즉흥환상곡(Fantasie Impromptu) 프레데리크 쇼팽 안무 - 로리 니콜                                                | So Deep Is The Night 에뛰드 Op. 10, No. 3 프레데리크 쇼팽 보컬 - 레슬리 가렛 안무 - 로리 니콜                                                                         |
| 2006–2007 | 녹턴 No.2 Op. 9-2 프레데리크 쇼팽 안무 - 로리 니콜                                                                                                   | 차르다시 (Csardas)비토리오 몬티 안무 - 로리 니콜                                                               | 하바네라(Habanera) 오페라 카르멘 중 조르주 비제 보컬 - 필리파 지오다노 안무 - 로리 니콜                                                                               |
| 2005–2006 | 카르멘(Carmen) 조르주 비제 안무 - 야마다 마치코 히구치 미호코                                                                                        | 호두까기 인형(Nutcracker) 표트르 일리치 차이콥스키 안무 - 로리 니콜                                            | 오버 더 레인보우(Over the Rainbow) 해럴드 알런 보컬 - 에바 캐시디 안무 - 로리 니콜                                                                                    |
| 2004–2005 | 오버 더 레인보우 해럴드 알런 안무 - 레아 앤 밀러 | La Boutique Fantastique 조아키노 로시니＆오토리노 레스피기 안무 - 레아 앤 밀러                                 | Pick Yourself Up 나탈리 콜 안무 - 야마다 마치코 히구치 미호코 |
| 2003–2004 | 오케스트라 모음곡 영화 마이 걸 2 OST 클리프 에이델만 안무 - 야마다 마치코 히구치 미호코                                                              | 왈츠 스케르초 C 장조 표트르 일리치 차이콥스키 안무 - 야마다 마치코 히구치 미호코                               | 하바네라 오페라 카르멘 중 조르주 비제 안무 - 야마다 마치코 히구치 미호코                                                                                              |
| 2002–2003 | 세이 헤이 키즈 안무 - 야마다 마치코 히구치 미호코 | 잉카 댄스와 안데스 음악 쿠스코 안무 - 야마다 마치코 히구치 미호코                                              | |

## 주요 대회 기록
| 국제 대회                    | 국제 대회 | 국제 대회 | 국제 대회 | 국제 대회 | 국제 대회 | 국제 대회 | 국제 대회 | 국제 대회 | 국제 대회 | 국제 대회 | 국제 대회 | 국제 대회 | 국제 대회 | 국제 대회 |
| Event                        | 2002–2003 | 2003–2004 | 2004–2005 | 2005–2006 | 2006–2007 | 2007–2008 | 2008–2009 | 2009–2010 | 2010–2011 | 2011–2012 | 2012–2013 | 2013–2014 | 2015-2016 | 2016-2017 |
| ---------------------------- | --------- | --------- | --------- | --------- | --------- | --------- | --------- | --------- | --------- | --------- | --------- | --------- | --------- | --------- |
| 올림픽                       |           |           |           |           |           |           |           | 2위       |           |           |           | 6위       |           |           |
| 세계 선수권                  |           |           |           |           | 2위       | 1위       | 4위       | 1위       | 6위       | 6위       | 3위       | 1위       |           |           |
| 4대륙 선수권                 |           |           |           |           |           | 1위       | 3위       | 1위       | 2위       | 2위       | 1위       |           |           |           |
| 그랑프리 파이널              |           |           |           | 1위       | 2위       | 2위       | 1위       |           |           | WD        | 1위       | 1위       | 6위       |           |
| 트로피 에릭 봉파르           |           |           |           | 1위       |           | 1위       | 2위       | 2위       | 5위       |           |           |           |           | 9위       |
| 컵 오브 차이나               |           |           |           | 2위       |           |           |           |           |           |           | 1위       |           | 1위       |           |
| NHK 트로피                   |           |           |           |           | 1위       |           | 1위       |           | 8위       | 2위       | 1위       | 1위       | 3위       |           |
| 컵 오브 러시아/로스텔레콤 컵 |           |           |           |           |           |           |           | 5위       |           | 1위       |           |           |           |           |
| 스케이트 캐나다              |           |           |           |           |           | 1위       |           |           |           |           |           |           |           |           |
| 스케이트 아메리카            |           |           |           |           | 3위       |           |           |           |           |           |           | 1위       |           | 6위       |
| 핀란디아 트로피              |           |           |           |           |           |           |           |           |           |           |           |           |           | 2위       |
| 국제 대회: 주니어, 노비스    |           |           |           |           |           |           |           |           |           |           |           |           |           |           |
| 세계 주니어 선수권           |           |           | 1st       | 2위       |           |           |           |           |           |           |           |           |           |           |
| 주니어 그랑프리 파이널       |           |           | 1위       |           |           |           |           |           |           |           |           |           |           |           |
| 주니어 그랑프리 우크라이나   |           |           | 1위       |           |           |           |           |           |           |           |           |           |           |           |
| 주니어 그랑프리 미국         |           |           | 1위       |           |           |           |           |           |           |           |           |           |           |           |
| Mladost Trophy               |           | 1위 N.    |           |           |           |           |           |           |           |           |           |           |           |           |
| Helena Pajovic               |           | 1위 N.    |           |           |           |           |           |           |           |           |           |           |           |           |
| 일본 대회                    |           |           |           |           |           |           |           |           |           |           |           |           |           |           |
| 일본 선수권                  | 7위       | 8위       | 2위       | 2위       | 1위       | 1위       | 1위       | 1위       | 2위       | 1위       | 1위       | 3위       |           |           |
| 일본 주니어 선수권           | 4위       | 4위       | 1위       |           |           |           |           |           |           |           |           |           |           |           |
| 일본 노비스 선수권           | 1위       | 1위       |           |           |           |           |           |           |           |           |           |           |           |           |
| 팀 대회                      |           |           |           |           |           |           |           |           |           |           |           |           |           |           |
| 월드 팀 트로피               |           |           |           |           |           |           | 3위T/1위P |           |           |           |           |           |           |           |
| 재팬 오픈                    |           |           |           |           |           |           |           | 1위T/3위P | 1위T/5위P |           | 1위T/2위P |           | 1위T/1위P |           |

## 주요 대회 세부 기록

### 2006년 이후
| 2015-2016 시즌            |                    |          |          |          |
| 날짜                      | 대회               | 쇼트     | 프리     | 합계     |
| 2015년 12월 11일-13일     | 그랑프리 파이널    | 3 69.13  | 4 125.19 | 6 194.32 |
| 2015년 11월 27일–29일     | NHK 트로피         | 4 62.50  | 2 120.49 | 3 182.99 |
| 2015년 11월 6일–8일       | 컵 오브 차이나     | 1 71.73  | 3 125.75 | 1 197.48 |
| 2015년 10월 3일           | 재팬 오픈          | -        | 1 141.70 | -        |
| 2013-2014 시즌            |                    |          |          |          |
| 날짜                      | 대회               | 쇼트     | 프리     | 합계     |
| 2014년 3월 24일-30일      | 세계 선수권        | 1 78.66  | 1 138.03 | 1 216.69 |
| 2014년 2월 20일–21일      | 동계 올림픽        | 16 55.51 | 3 142.71 | 6 198.22 |
| 2013년 12월 21일-23일     | 일본 선수권        | 1 73.01  | 3 126.49 | 3 199.50 |
| 2013년 12월 5일–8일       | 그랑프리 파이널    | 1 72.36  | 1 131.66 | 1 204.02 |
| 2013년 11월 8일–10일      | NHK 트로피         | 1 71.26  | 1 136.33 | 1 207.59 |
| 2013년 10월 18일–20일     | 스케이트 아메리카  | 1 73.18  | 1 131.37 | 1 204.55 |
| 2013년 10월 5일           | 재팬 오픈          | -        | 1 135.16 | -        |
| 2012-2013 시즌            |                    |          |          |          |
| 날짜                      | 대회               | 쇼트     | 프리     | 합계     |
| 2013년 3월 11일-18일      | 세계 선수권        | 6 62.10  | 2 134.37 | 3 196.47 |
| 2013년 2월 8일-11일       | 4대륙 선수권       | 1 74.49  | 1 130.96 | 1 205.45 |
| 2012년 12월 21일-23일     | 일본 선수권        | 2 62.81  | 1 130.75 | 1 193.56 |
| 2012년 12월 6일-9일       | 그랑프리 파이널    | 1 66.96  | 1 129.84 | 1 196.80 |
| 2012년 11월 23일-25일     | NHK 트로피         | 1 67.95  | 2 117.32 | 1 185.27 |
| 2012년 11월 2일-4일       | 컵 오브 차이나     | 2 62.89  | 1 118.87 | 1 181.76 |
| 2012년 10월 6일           | 재팬 오픈          | -        | 2 122.04 | -        |
| 2011-2012 시즌            |                    |          |          |          |
| 날짜                      | 대회               | 쇼트     | 프리     | 합계     |
| 2012년 3월 26일-4월 1일   | 세계 선수권        | 4 59.49  | 6 105.03 | 6 164.52 |
| 2012년 2월 7일-13일       | 4대륙 선수권       | 2 64.25  | 2 124.37 | 2 188.62 |
| 2011년 12월 22일-26일     | 일본 선수권        | 2 65.40  | 2 118.67 | 1 184.07 |
| 2011년 11월 24일-27일     | 로스텔레콤 컵      | 1 64.29  | 1 118.96 | 1 183.25 |
| 2011년 11월 11일-13일     | NHK 트로피         | 3 58.42  | 1 125.77 | 2 184.19 |
| 2010-2011 시즌            |                    |          |          |          |
| 날짜                      | 대회               | 쇼트     | 프리     | 합계     |
| 2011년 4월 24일-5월 1일   | 세계 선수권        | 7 58.66  | 6 114.13 | 6 172.79 |
| 2011년 2월 18일-22일      | 4대륙 선수권       | 2 63.41  | 2 132.89 | 2 196.30 |
| 2010년 12월 24일-28일     | 일본 선수권        | 1 66.22  | 2 127.47 | 2 193.69 |
| 2010년 11월 26일-28일     | 트로피 에릭 봉파르 | 7 50.10  | 5 97.92  | 5 148.02 |
| 2010년 10월 22일-24일     | NHK 트로피         | 8 47.95  | 8 85.45  | 8 133.40 |
| 2010년 10월 2일           | 재팬 오픈          | –        | 5 92.44  | –        |
| 2009-2010 시즌            |                    |          |          |          |
| 날짜                      | 대회               | 쇼트     | 프리     | 합계     |
| 2010년 3월 22일-28일      | 세계 선수권        | 2 68.08  | 2 129.50 | 1 197.58 |
| 2010년 2월 24일-26일      | 동계 올림픽        | 2 73.78  | 2 131.72 | 2 205.50 |
| 2010년 1월 25일-31일      | 4대륙 선수권       | 3 57.22  | 1 126.74 | 1 183.96 |
| 2009년 12월 25일-27일     | 일본 선수권        | 1 69.12  | 1 135.50 | 1 204.62 |
| 2009년 10월 22일-25일     | 로스텔레콤 컵      | 6 51.94  | 5 98.34  | 5 150.28 |
| 2009년 10월 15일-18일     | 트로피 에릭 봉파르 | 3 58.96  | 2 115.03 | 2 173.99 |
| 2009년 10월 3일           | 재팬 오픈          | -        | 3 102.94 | -        |
| 2008–2009 시즌            |                    |          |          |          |
| 날짜                      | 대회               | 쇼트     | 프리     | 합계     |
| 2009년 4월 15일-19일      | 월드 팀 트로피     | 1 75.84  | 1 126.03 | 1 201.87 |
| 2009년 3월 23일-29일      | 세계 선수권        | 3 66.06  | 4 122.03 | 4 188.09 |
| 2009년 2월 4일-8일        | 4대륙 선수권       | 6 57.86  | 1 118.66 | 3 176.52 |
| 2008년 12월 25일-27일     | 일본 선수권        | 2 65.30  | 2 117.15 | 1 182.45 |
| 2008년 12월 11일-14일     | 그랑프리 파이널    | 2 65.38  | 2 123.17 | 1 188.55 |
| 2008년 11월 27일-30일     | NHK 트로피         | 1 64.64  | 1 126.49 | 1 191.13 |
| 2008년 11월 13일-16일     | 트로피 에릭 봉파르 | 2 58.12  | 2 109.47 | 2 167.59 |
| 2007–2008 시즌            |                    |          |          |          |
| 날짜                      | 대회               | 쇼트     | 프리     | 합계     |
| 2008년 3월 17일-23일      | 세계 선수권        | 2 64.10  | 2 121.46 | 1 185.56 |
| 2008년 2월 13일-17일      | 사대륙 선수권      | 1 60.94  | 1 132.31 | 1 193.25 |
| 2007년 12월 26일-28일     | 일본 선수권        | 1 72.92  | 2 132.41 | 1 205.33 |
| 2007년 12월 13일-16일     | 그랑프리 파이널    | 6 59.04  | 1 132.55 | 2 191.59 |
| 2007년 11월 15일-18일     | 트로피 에릭 봉파르 | 1 56.90  | 1 122.90 | 1 179.80 |
| 2007년 11월 1일-4일       | 스케이트 캐나다    | 3 58.08  | 1 119.58 | 1 177.66 |
| 2006–2007 시즌            |                    |          |          |          |
| 날짜                      | 대회               | 쇼트     | 프리     | 합계     |
| 2007년 3월 19일-25일      | 세계 선수권        | 5 61.32  | 1 133.13 | 2 194.45 |
| 2006년 12월 27일-29일     | 일본 선수권        | 1 71.14  | 1 140.62 | 1 211.76 |
| 2006년 12월 14일-17일     | 그랑프리 파이널    | 1 69.34  | 4 103.18 | 2 172.52 |
| 2006년 11월 30일-12월 3일 | NHK 트로피         | 1 69.50  | 1 130.02 | 1 199.52 |
| 2006년 10월 26일-29일     | 스케이트 아메리카  | 1 68.84  | 4 102.39 | 3 171.23 |

- 개인 시즌 최고 점수 = Italic
- 개인 최고 점수 = bold

### 2006년 이전
| 2005–2006 시즌           |                            |        |          |         |          |          |
| 날짜                     | 대회                       | 레벨   | QR       | 쇼트    | 프리     | 합계     |
| 2006년 3월 6일-12일      | 세계 주니어 선수권         | 주니어 | 1 113.58 | 2 56.10 | 2 97.25  | 2 153.35 |
| 2005년 12월 23일-25일    | 일본 선수권                | 시니어 | -        | 3 66.64 | 3 121.46 | 2 188.10 |
| 2005년 12월 16일-18일    | 그랑프리 파이널            | 시니어 | -        | 1 64.38 | 1 125.24 | 1 189.62 |
| 2005년 11월 17일-20일    | 트로피 에릭 봉파르         | 시니어 | -        | 1 63.96 | 1 118.46 | 1 182.42 |
| 2005년 11월 2일-6일      | 컵 오브 차이나             | 시니어 | -        | 2 62.92 | 3 113.68 | 2 176.60 |
| 2004–2005 시즌           |                            |        |          |         |          |          |
| 날짜                     | 대회                       | 레벨   | QR       | 쇼트    | 프리     | 합계     |
| 2005년 2월 26일-3월 3일  | 세계 주니어 선수권         | 주니어 | 1 112.32 | 1 60.11 | 1 119.13 | 1 179.24 |
| 2004년 12월 24일-26일    | 일본 선수권                | 시니어 | -        | 4 60.46 | 2 106.36 | 2 166.82 |
| 2005년 12월 2일-5일      | 주니어 그랑프리 파이널     | 주니어 | -        | 1 57.91 | 1 114.92 | 1 172.83 |
| 2004년 9월 29일-10월 3일 | 주니어 그랑프리 우크라이나 | 주니어 | -        | 1 56.24 | 1 86.75  | 1 142.99 |
| 2004년 9월 9일-12일      | 주니어 그랑프리 미국       | 주니어 | -        | 1 50.14 | 1 87.88  | 1 138.02 |

- QR = 예선 라운드

## 같이 보기
- 아사다 마이
- 안도 미키
- 다카하시 다이스케
- 하뉴 유즈루
- 이토 미도리
- 아라카와 시즈카